# Marinus Jan Granpré Molière
Marinus Jan Granpré Molière (* 13. Oktober 1883 in Oudenbosch; † 14. Februar 1972 in Wassenaar) war ein niederländischer Architekt, Städteplaner und einflussreicher Hochschullehrer. Er wird als Gründervater der Delfter Schule (Delftse School) gesehen, die zur Architekturströmung des Traditionalismus gezählt wird. 

## Leben
Marinus Jan Granpré Molière studierte Architektur an der Technischen Hochschule Delft. Von 1924 bis 1953 war er Hochschullehrer an dieser Schule. Während seiner dreißigjährigen Lehrtätigkeit war die Architektenausbildung an der TH Delft weitgehend durch den Traditionalismus geprägt. 
Granpré Molière war einer der ersten, die erkannten, dass Stadt- und Raumplanung nachhaltig wichtig war und als eine eigene Disziplin behandelt werden sollte.
Auf der Grundlage des 1889 erschienenen Buches Der Städtebau nach seinen künstlerischen Grundsätzen von Camillo Sitte war Granpré Molière Initiator zahlreichen städtebaulicher Projekte, beispielsweise des Wieringermeers (ab 1927) und des Nordostpolders (ab 1937).

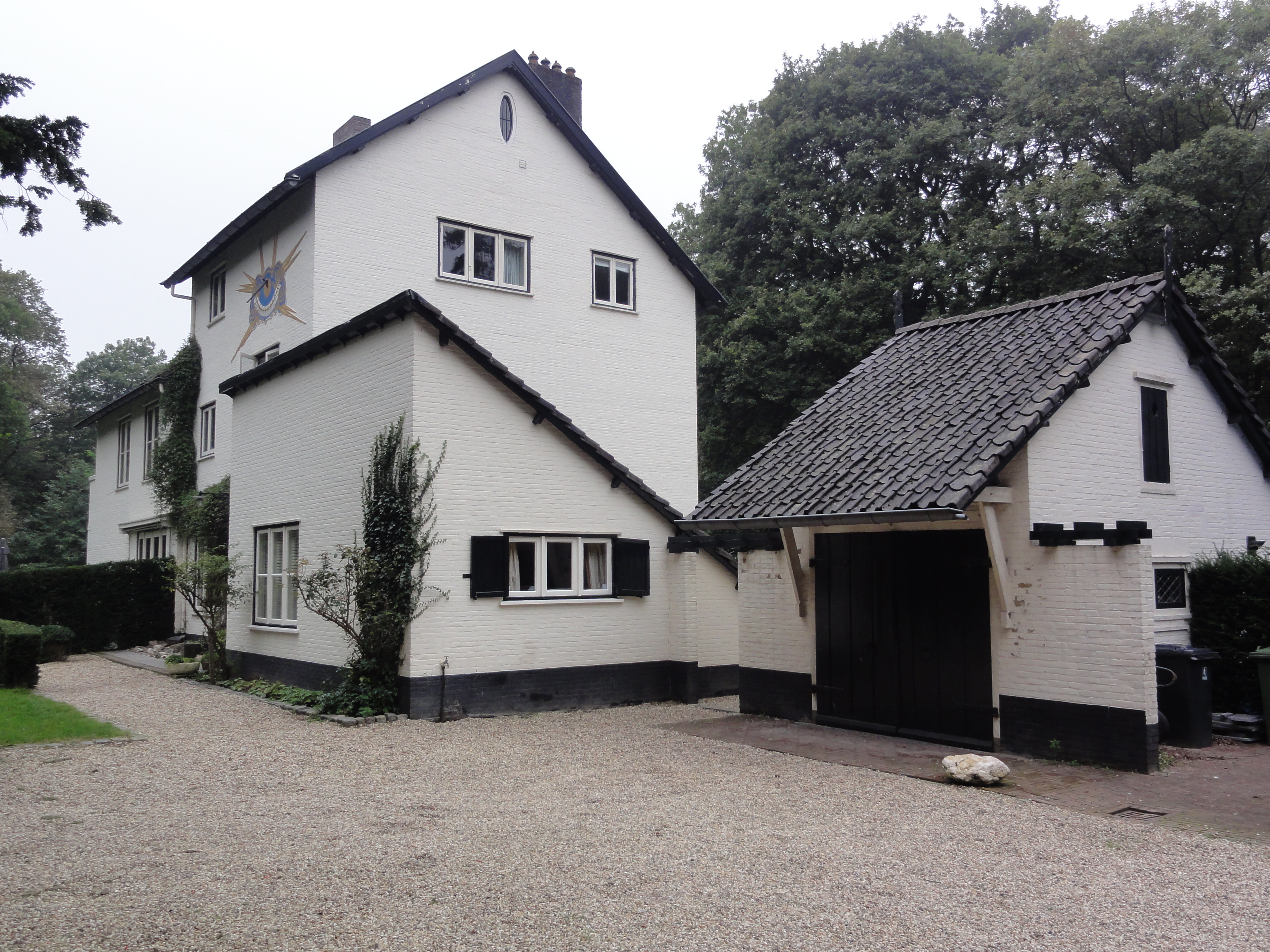
Villa Eversweg 2, Nijmegen
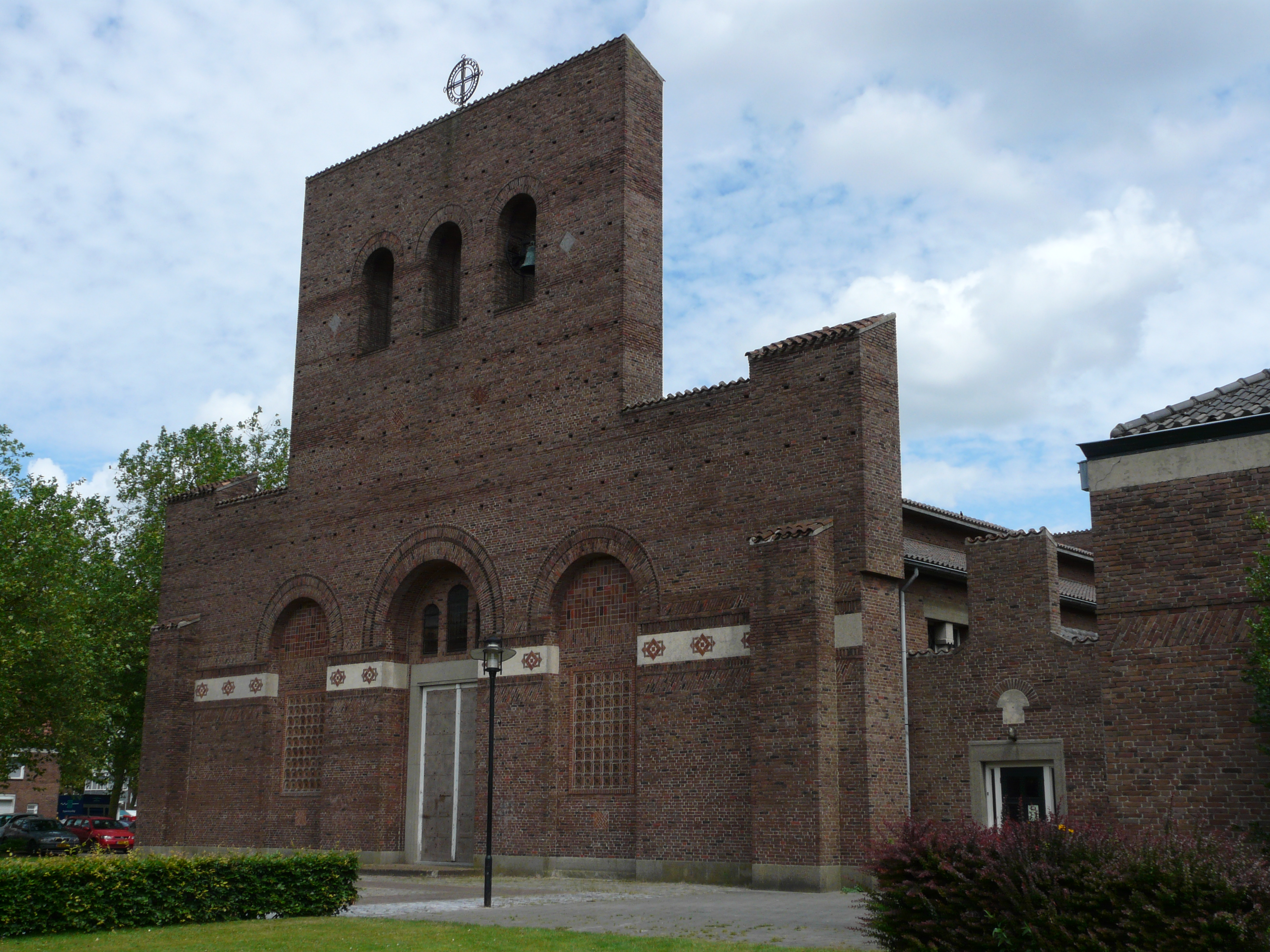
Onze Lieve Vrouwe Altijd Durende Bijstand in Breda
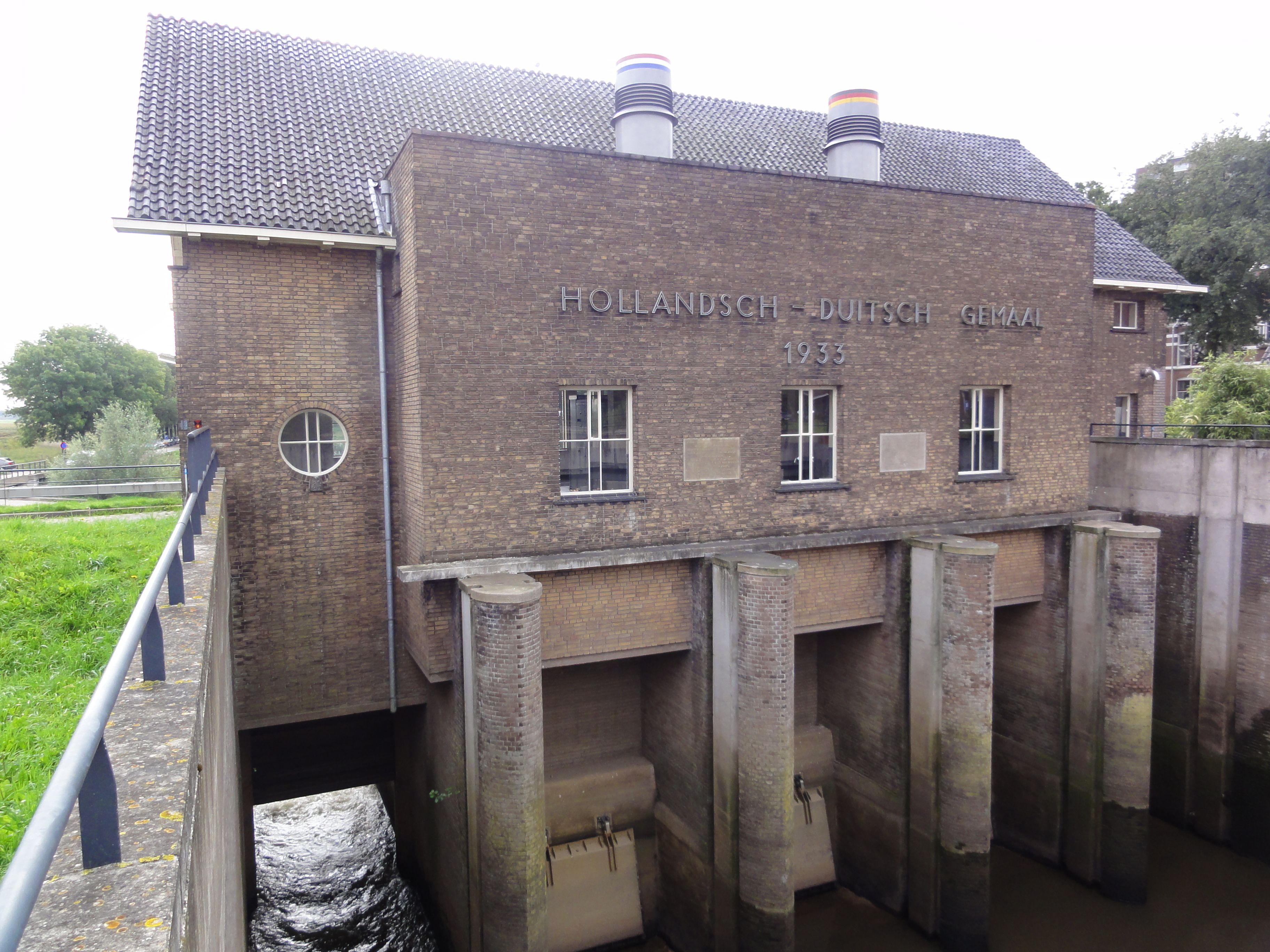
Pumpwerk Nijmegen
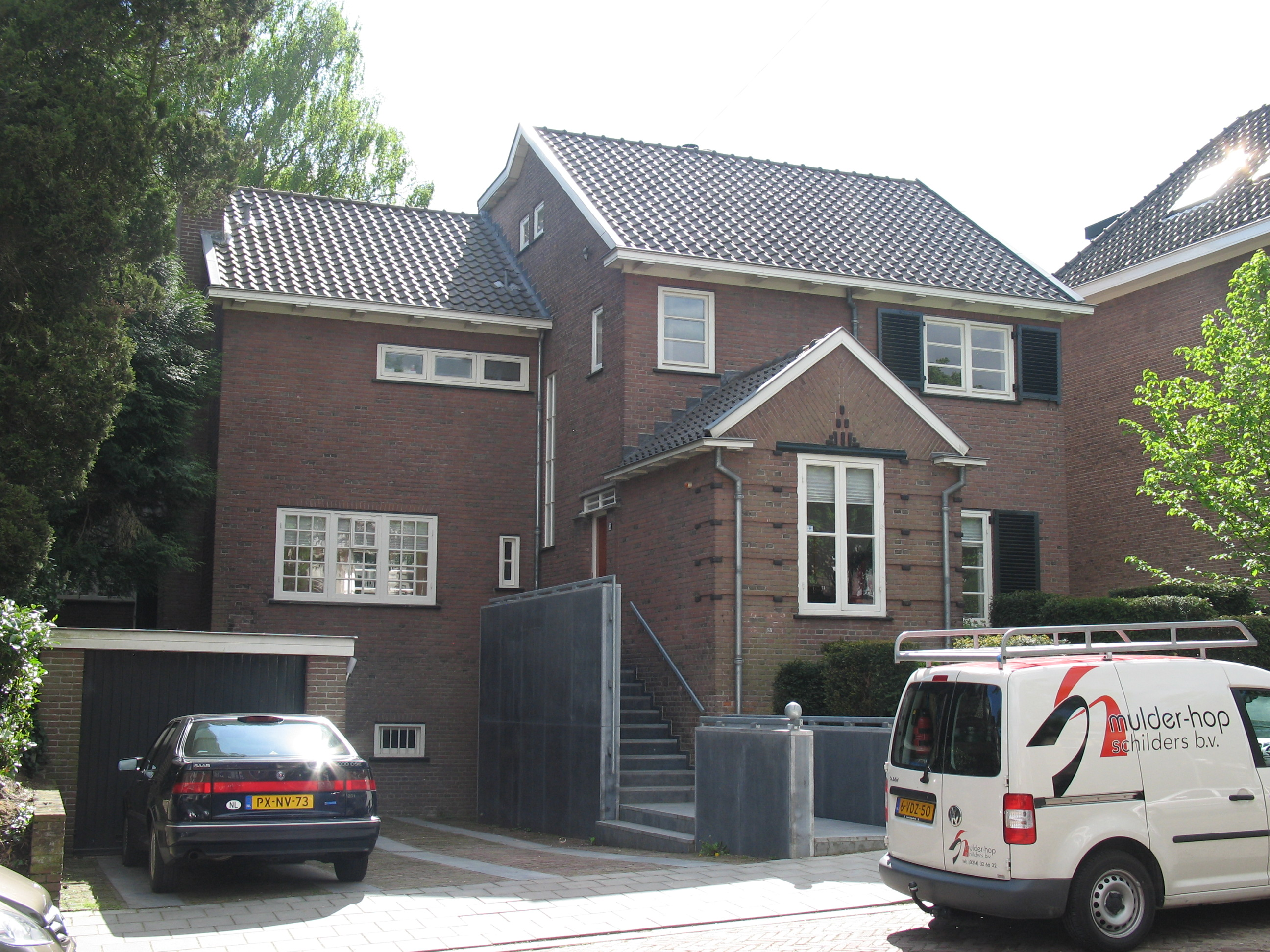
Van Lawick van Pabststraat 33, Arnhem